# 마에다 카오리
마에다 카오리(일본어: 前田 佳織里 まえだ かおり[*], 1996년 4월 25일 ~ )는 일본의 여성 성우. 아뮤즈 소속. 후쿠오카현 기타큐슈시 출신.